# Traduction assistée par ordinateur
Pour les articles homonymes, voir TAO et CAT.
 (août 2020).
Si vous disposez d'ouvrages ou d'articles de référence ou si vous connaissez des sites web de qualité traitant du thème abordé ici, merci de compléter l'article en donnant les références utiles à sa vérifiabilité et en les liant à la section « Notes et références ».
La traduction assistée par ordinateur ou TAO (en anglais, computer-aided translation ou CAT) est un domaine qui est à cheval entre la traduction et l’informatique. Elle est un sous-domaine de la traductique, qui regroupe l'ensemble des outils informatiques utilisées par un traducteur (traitement de textes, outils terminologiques, traduction automatique…).
Elle ne doit pas être confondue avec la traduction automatique par ordinateur : dans la traduction assistée par ordinateur, c’est bien un humain qui traduit, mais avec un soutien informatique pour lui faciliter la tâche.

## Notoriété
La traduction assistée par ordinateur (TAO) est notamment utilisée au parlement européen.

## Différences avec la traduction automatique
Une partie des outils disponibles en traduction assistée par ordinateur comme les matchs, la segmentation, les codes couleur, les variantes, les pourcentages et les statistiques n'est pas toujours disponible avec la traduction automatique.

## Logiciels de traduction assistée par ordinateur
Ce sont des logiciels dits à mémoire de traduction, car ils tirent parti de la récurrence de mots, tournures et phrases dans un document pour assurer une cohérence terminologique et syntaxique dans la traduction. Outre les mémoires de traduction, ces logiciels peuvent comporter d'autres fonctions destinées à faciliter le travail du traducteur (intégration d'outils terminologiques, isolement du texte de sa maquette, outils de révision…).
Parmi les logiciels les plus connus, on trouve entre autres :
- MemoQ ;
- OmegaT ;
- SDL Trados ;
- STAR Transit ;
- Wordfast.

Outre les logiciels à mémoire de traduction, auxquels on réserve souvent le nom de « logiciel de TAO », on peut regrouper aussi dans cette catégorie les outils terminologiques informatiques (bases terminologiques, concordanciers…) et plus généralement tout logiciel destiné aux traducteurs professionnels[réf. souhaitée].
Il n'existe que très peu de logiciels de TAO dédiés pour Mac OS X, ceci en raison de la prédominance sur le marché du système d'exploitation concurrent Microsoft Windows. Les principaux outils de TAO disponibles pour le système d'exploitation Mac OS X ont été conçus en langage Java.
- OmegaT, logiciel sous licence GPL - s'utilise avec les formats de fichiers OpenDocument ;
- Heartsome, logiciel commercial - fonctionne avec les nouveaux formats de fichiers MS Office (.docx, .xlsx, .pptx), les formats OpenDocument et d'autres (dont le .html) ;
- Wordfast Classic et Wordfast Pro, logiciels commerciaux tournant sous Windows, Mac OS X, Linux, développés par Yves Champollion ;
- Anaphraseus, logiciel sous licence GPL - cloné sur Wordfast Classic, s'utilise en tant que greffon d'OpenOffice Writer ;
- Cafetran Espresso, logiciel commercial tournant sous Windows, MacOS X et Linux, développé en Java par Igor Kmitowski.